# Juan Ignacio Pérez Iglesias
Juan Ignacio Pérez Iglesias (Salamanca, 1960) es un catedrático, biólogo, fisiólogo y político español, experto en políticas universitarias y tecnológicas, nombrado en 2024 como consejero de Ciencia, Universidades e Innovación del Gobierno Vasco. Es doctor en Biología y Catedrático en Fisiología. Fue entre 2004 y 2008 rector de la Universidad del País Vasco . 
Desde 1994 ha ocupado diferentes puestos de responsabilidad en el ámbito universitario: Primero trabajó como secretario y director de departamento, más tarde ocupó un puesto de vicedecano y por último llegó a la vicerrectoría de la universidad, antes de ser nombrado rector. En 1999 se convirtió en miembro del Consejo de Administración de EITB, desde el año 2000 hasta el año 2002 formó parte del Consejo Asesor del Euskera, y ese mismo año fue nombrado por el Senado miembro del Consejo de Coordinación Universitaria. Forma parte del  Consejo Científico y Tecnológico de la FECYT. Es Coordinador de la Cátedra de Cultura Científica de la UPV/EHU desde su creación en 2010. También es miembro de Jakiunde, la Academia de las Ciencias, de las Artes y de las Letras Vascas. En junio de 2024 es nombrado consejero de Ciencia, Universidades e Innovación en calidad de independiente, a propuesta del PNV.

## Obra e investigación
Su actividad investigadora, desarrollada tanto en la UPV como en diferentes instituciones científicas de otros países, se ha orientado en el estudio de la fisiología de animales marinos principalmente bivalvos. 

## Libros
- Unibertsitatea eta euskal gizartea, gaur (La Universidad y la sociedad vasca, hoy) (Pamiela, 2003). Juan Ignacio Pérez Iglesias y Pello Salaburu.[8]

- Sistemas Universitarios en Europa y EE. UU. (Academia Europea de Ciencias y Artes, 2004). Juan Ignacio Pérez Iglesias, Pello Salaburu y Ludger Mees.[9]

- Misterios a la luz de la ciencia (Universidad Del País Vasco, 2008). VV.AA.[10]

- Animales ejemplares (Next Door Publishers, 2020). Juan Ignacio Pérez Iglesias (texto) y Yolanda González (ilustraciones).[11]

- Los males de la ciencia (Next Door Publishers, 2022). Juan Ignacio Pérez Iglesias y Joaquín Sevilla Moróder.